# Hồ Trứng (Quận Whatcom, Washington)
Hồ Trứng nằm trong Vườn quốc gia Bắc Cascades, thuộc tiểu bang Washington của Hoa Kỳ. Hồ Trứng nằm dọc theo tuyến đường, sau đó là Đường mòn Copper Ridge, được nối tiếp từ một đường mòn ở Rừng Quốc gia Núi Baker. Việc đi bộ đến hồ là hơn 8 mi (13 km) một chiều và bao gồm một độ cao đạt được gần 2.000 ft (610 m). Hồ Trứng cách 1,25 mi (2,01 km) về phía tây nam của Copper Mountain Fire Lookout.

## Tham khảɒ
1. 1 2  "Hồ Trứng". Hệ thống Thông tin Địa danh. Cục Khảo sát Địa chất Hoa Kỳ. http://geonames.usgs.gov/pls/gnispublic/f?p=gnispq:3:::NO::P3_FID:1519200.
2. ↑  Copper Mountain, WA (Bản đồ). Topoquest (USGS Quads). Truy cập ngày 29 tháng 6 năm 2013.
3. ↑  "Wilderness Trip Planner" (pdf). National Park Service. Truy cập ngày 29 tháng 6 năm 2013.